# Castelvecchio Calvisio
Castelvecchio Calvisio – miejscowość i gmina we Włoszech, w regionie Abruzja, w prowincji L’Aquila.
Według danych na rok 2004 gminę zamieszkiwało 197 osób, 13,1 os./km².